# Замойски окръг
Замойски окръг (на полски: Powiat zamojski) е окръг в Източна Полша, Люблинско войводство. Заема площ от 1870,29 км2. Административен център е град Замошч, който не е част от окръга.

## География
Окръгът се намира в историческата област Червена Рус. Разположен е в южната част на войводството.

## Население
Населението на окръга възлиза на 109 680 души (2012). Гъстотата е 59 души/км2.

## Административно деление
Административно окръгът е разделен на 15 общини.
Градско-селски общини:
- Община Звежинец
- Община Красноброд
- Община Шчебжешин

Селски общини:
- Община Адамов
- Община Грабовец
- Община Замошч
- Община Комаров-Осада
- Община Лабуне
- Община Мьончин
- Община Нелиш
- Община Радечница
- Община Скербешов
- Община Стари Замошч
- Община Сулов
- Община Шитно

## Фотогалерия
- Шчебжешин
- Красноброд